# Incheon Women's Challenger
L'Incheon Women's Challenger è un torneo professionistico di tennis giocato su campi in cemento. Fa parte dell'ITF Women's Circuit. Si gioca annualmente a Incheon in Corea del Sud.

## Albo d'oro

### Singolare
| Anno | Campionessa   | Finalista   | Punteggio     |
| ---- | ------------- | ----------- | ------------- |
| 2013 | Erika Sema    | Yurika Sema | 6–3, 6–4      |
| 2014 | Susanne Celik | Han Xinyun  | 4–6, 6–3, 6–4 |

### Doppio
| Anno | Campionesse              | Finaliste                                 | Punteggio           |
| ---- | ------------------------ | ----------------------------------------- | ------------------- |
| 2013 | Miki Miyamura Akiko Ōmae | Nicha Lertpitaksinchai Peangtarn Plipuech | 6–4, 6(6)–7, [11–9] |
| 2014 | Han Na-lae Yoo Mi        | Noppawan Lertcheewakarn Melis Sezer       | 6–1, 6–1            |